# Laren am Meer. Meisterwerke aus dem Singer Museum
Laren am Meer. Meisterwerke aus dem Singer Museum war der Titel einer Ausstellung, die vom 4. März bis 3. Juni 2012 im Museum Kunst der Westküste in Alkersum auf Föhr in Zusammenarbeit mit dem niederländischen Kunstmuseum Singer Laren in Laren gezeigt werden sollte.

## Ausstellung
Die Ausstellung war Teil einer Kooperation mit dem  Museum Singer Laren. In der Reihe waren verschiedene Ausstellungen mit Sammlungsstücken des jeweils anderen Museums durchgeführt worden. Die Ausstellungsstücke waren neben mehreren langfristigen Leihgaben aus Privatbesitz Werke aus der Kunstsammlung von Anna Brugh Singer (1878–1962) und William Henry Singer (1868–1943), die das Kernstück der Sammlung des Museums Singer Laren bilden. Sie umfasst Malereien der Haager Schule, Larener Schule, Bergener Schule, des Amsterdamer Impressionismus und Werke aus dem Umfeld der französischen Schule von Barbizon. Ab 1956 wurde die Sammlung durch Ankäufe, Schenkungen und Leihgaben erweitert und unter anderem mit Werken des Expressionismus, Neoimpressionismus, Pointillismus, Kubismus bis zu De Stijl und der Geometrischen Abstraktion ergänzt, die für die Ausstellung ebenfalls ausgewählt waren. William Henry Singer selbst war mit drei Werken vertreten.
Kuratiert wurde die Ausstellung von Thorsten Sadowsky. Zur Ausstellung erschien 2012 der ausführliche Katalog Laren am Meer. Neben einem Vorwort von Thorsten Sadowsky und Erläuterungen von Jan Rudolph de Lorm zum Leben und zur Sammlung von William und Anna Singer enthält er Abbildungen der Bilder mit Begleittexten zu den Gemälden und Künstlern der niederländischen Kunsthistorikerinnen Emke Raassen-Kruimel und Marguerite Tuijn.
Für die Ausstellung wurden Werke niederländischer und französischer Künstler zusammengestellt:
- Chris Beekman
- Else Berg
- Gerrit Willem van Blaaderen
- Martin Borgord
- Gijs Bosch Reitz
- Eugène Boudin
- George Hendrik Breitner
- Charles-François Daubigny
- Franz Deutmann
- Kees van Dongen
- Jacob Dooijewaard
- Raoul Dufy
- Julien Dupré
- Herbert Fiedler
- Leo Gestel
- Herman Gouwe
- Ferdinand Hart Nibbrig
- Arina Hugenholtz
- Isaac Israëls
- Hein Kever
- Lou Loeber
- Jan Mankes
- Jacob Maris
- Anton Mauve
- Richard Emile Miller (Richard E. Miller)
- Albert Neuhuys
- Hans van Norden
- Evert Pieters
- Nico van Rijn
- David Schulman
- Henri Le Sidaner
- William Henry Singer, jr.
- Jan Sluijters
- Gustave de Smet
- Jan Toorop
- Floris Verster
- Jan Veth
- Victor Vignon
- Cornelis Vreedenburgh
- Johan Hendrik Weissenbruch
- Jan Wiegers
- Willem Witsen
- Hendrik Jan Wolter

## Brand

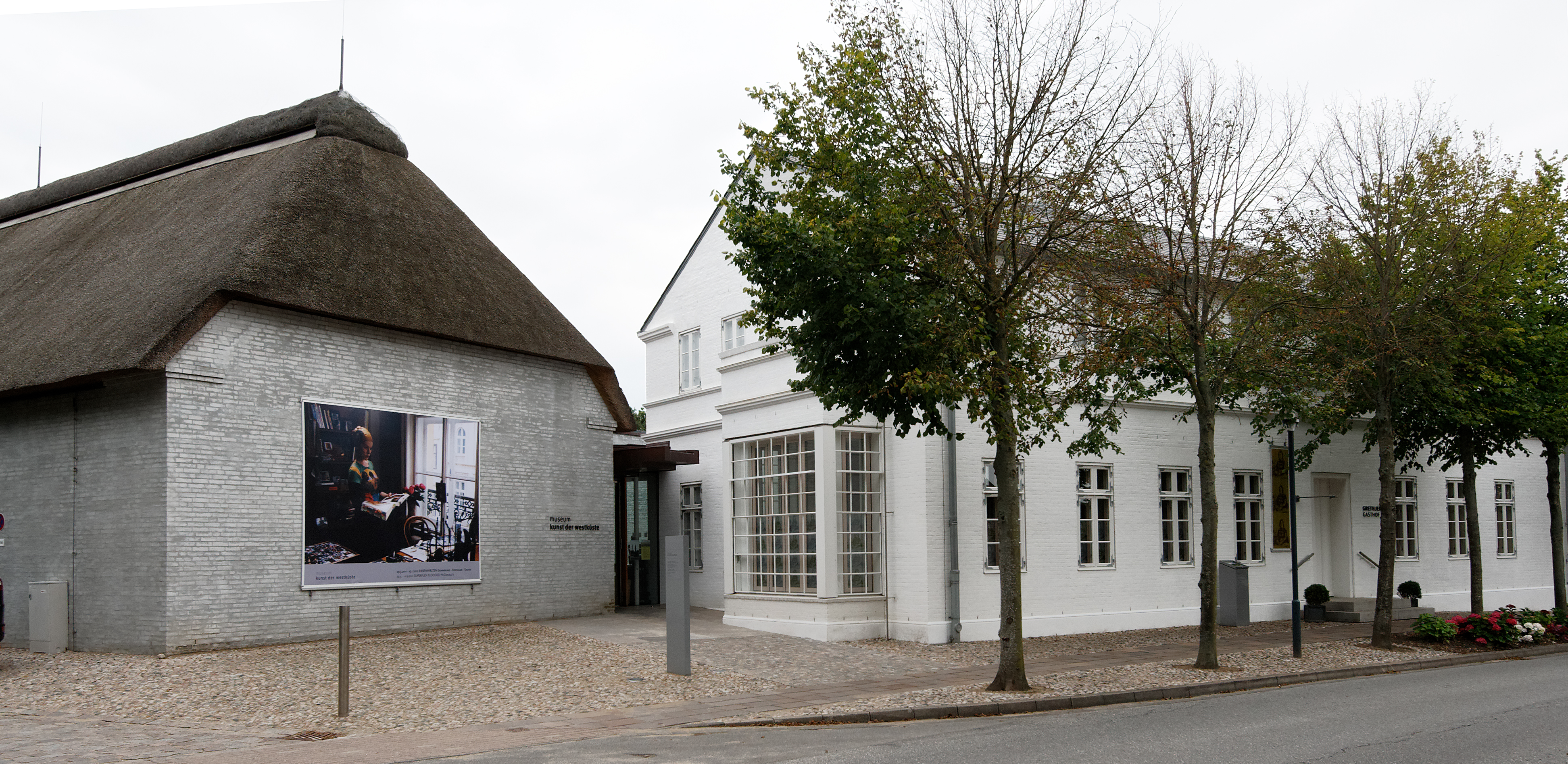
Gebäude des Museums Kunst der Westküste, 2011

In der Nacht des 23. Februar 2012 brach in den Ausstellungsräumen des Museums Kunst der Westküste durch einen Schwelbrand ein Feuer aus. Von den bereits gehängten Gemälden aus der Sammlung Singer Laren blieben 24 unversehrt, 39 trugen Verunreinigungen und schwere Schäden durch Ruß davon und das Porträt „Greet van Cooten  met zwarte hoed“ von Jan Sluijters wurde komplett zerstört. Das Museum blieb danach geschlossen und öffnete im Folgemonat am 22. März nur in eingeschränktem Umfang.
Die Ausstellung musste abgesagt werden und die beschädigten Werke wurden in die Niederlande zurücktransportiert. Im Anschluss wurden die Gemälde und Rahmen in zwei Gemälderestaurierungswerkstätten und drei Rahmenrestaurierungswerkstätten gereinigt und bei Bedarf restauriert. Der Restaurierungsprozess dauerte mehr als ein Jahr.

## Gemälde der Ausstellung
| Titel                                                                                                | Künstler                                 | Entstehung   | Technik                                      | Format/cm     | Sammlung, Ort, Leihgeber                                                                                                   | Bild |
| --- | ---------------------------------------- | ------------ | -------------------------------------------- | ------------- | --- | ---- |
| William Henry Singer                                                                                 |                                          |              |                                              |               | |      |
| William und Anna Singer                                                                              | Richard Emile Miller (Richard E. Miller) | um 1911      | Öl auf Leinwand                              | 175 × 128     | Dauerleihgabe des Westnorwegischen Museums für dekorative Kunst (heute: KODE – Kunstmuseen in Bergen), Bergen, Norwegen    |      |
| Gebirgsbach in Norwegen                                                                              | William Henry Singer                     | 1911         | Öl auf Leinwand                              | 68,8 × 82     | Singer Laren | -    |
| Das Atelier des Malers                                                                               | William Henry Singer                     | 1913         | Öl auf Leinwand                              | 51 × 61       | Singer Laren, Schenkung Anna Singer-Brugh 1956                                                                             |      |
| Die zwei Kameraden                                                                                   | William Henry Singer                     | 1924         | Öl auf Leinwand                              | 85 × 80       | Singer Laren, Schenkung Anna Singer-Brugh 1956                                                                             |      |
| Haager Schule und Amsterdamer Impressionismus                                                        |                                          |              |                                              |               | |      |
| Dame mit Schleier                                                                                    | George Hendrik Breitner                  | nach 1886    | Öl auf Leinwand                              | 100,5 × 60    | Singer Laren |      |
| Der Dam (die Nieuwe Kerk in Amsterdam)                                                               | George Hendrik Breitner                  | 1891         | Öl auf Leinwand                              | 102 × 152,5   | Singer Laren, erworben mit Mitteln der Stichting Vrienden van Singer Laren mit Unterstützung von Anna Singer-Brugh 1961    |      |
| Spielende Kinder im Westerpark in Amsterdam                                                          | Jacob Dooijewaard                        | 1899         | Öl auf Leinwand                              | 31,5 × 42     | Singer Laren, Schenkung Anna Singer-Brugh 1956                                                                             | -    |
| Spielende Kinder in einem Park                                                                       | Isaac Israëls                            | undatiert    | Öl auf Leinwand                              | 45,5 × 33     | Singer Laren, Leihgabe aus Privatbesitz                                                                                    |      |
| Frau auf einem Pariser Balkon                                                                        | Isaac Israëls                            | undatiert    | Öl auf Leinwand                              | 71 × 40       | Singer Laren, Leihgabe aus Privatbesitz                                                                                    |      |
| Rue Clignancourt                                                                                     | Isaac Israëls                            | undatiert    | Öl auf Leinwand                              | 92,5 × 74     | Singer Laren, Dauerleihgabe aus Privatbesitz                                                                               | -    |
| Buiten-IJ                                                                                            | Jacob Maris                              | 1873         | Öl auf Leinwand                              | 46 × 93       | Singer Laren, erworben mit Mitteln der Stichting Vrienden van Singer Laren 1963                                            |      |
| Schneelandschaft bei untergehender Sonne                                                             | Anton Mauve                              | um 1885–1887 | Öl auf Leinwand                              | 51 × 34       | Singer Laren, erworben mit Mitteln der Stichting Vrienden van Singer 1968                                                  |      |
| Am Strand entlang                                                                                    | Evert Pieters                            | 1906         | Öl auf Leinwand                              | 122,5 × 201,5 | Singer Laren, Schenkung der Erben Evert Pieters 1958                                                                       |      |
| Dunkle Pfingstrosen im Tontopf                                                                       | Floris Verster                           | 1890         | Öl auf Leinwand                              | 161,5 × 100,5 | Singer Laren | -    |
| Polderlandschaft mit Mühlen                                                                          | Johan Hendrik Weissenbruch               | 1890         | Öl auf Leinwand                              | 60,3 × 93,5   | Singer Laren, erworben mit Mitteln der Stichting Vrienden van Singer Laren 1974                                            |      |
| Garbenbinderin in Ede (Schovenbindster te Ede)                                                       | Willem Witsen                            | um 1893      | Öl auf Leinwand                              | 55 × 65,5     | Singer Laren | -    |
| Winteransicht des Oosterparks in Amsterdam (Wintergezicht Oosterpark, Amsterdam)                     | Willem Witsen                            | nach 1910    | Öl auf Leinwand                              | 101 × 110,5   | Singer Laren | -    |
| Französische Malerei                                                                                 |                                          |              |                                              |               | |      |
| Hafenansicht                                                                                         | Eugène Boudin                            | um 1885–1890 | Öl auf Holz                                  | 37,4 × 46,2   | Singer Laren | -    |
| Die Küste bei Deauville                                                                              | Eugène Boudin                            | 1896         | Öl auf Holz                                  | 32,8 × 41     | Singer Laren, Schenkung Anna Singer-Brugh 1956                                                                             |      |
| Abendstimmung (Crépuscule)                                                                           | Charles-François Daubigny                | um 1867      | Öl auf Holz                                  | 24,5 × 40,5   | Singer Laren, Schenkung Anna Singer-Brugh 1956                                                                             |      |
| Die Windböe                                                                                          | Raoul Dufy                               | 1907         | Öl auf Leinwand                              | 54,2 × 65,3   | Singer Laren | -    |
| Kühe auf einer Weide                                                                                 | Julien Dupré                             | undatiert    | Öl auf Holz                                  | 26,5 × 35     | Singer Laren |      |
| Bretonisches Mädchen                                                                                 | Henri Le Sidaner                         | 1888         | Öl auf Leinwand                              | 65,5 × 46,5   | Singer Laren |      |
| Gedeckter Tisch vor einem rosenbewachsenen Haus                                                      | Henri Le Sidaner                         | 1935         | Öl auf Leinwand                              | 50,5 × 61     | Singer Laren | -    |
| Häuser im Mondlicht                                                                                  | Henri Le Sidaner                         | 1935         | Öl auf Leinwand                              | 46 × 55       | Singer Laren | -    |
| Sommer im Dorf Jouy                                                                                  | Victor Vignon                            | undatiert    | Öl auf Leinwand                              | 33 × 46,4     | Singer Laren |      |
| Larener Maler                                                                                        |                                          |              |                                              |               | |      |
| De Court Onderwater                                                                                  | Gerrit Willem van Blaaderen              | undatiert    | Öl auf Holz                                  | 15,8 × 20,8   | Singer Laren | -    |
| Japie Wiegers                                                                                        | Martin Borgord                           | 1903         | Öl auf Leinwand                              | 55,5 × 47     | Singer Laren |      |
| Flämisches Mädchen                                                                                   | Franz Deutmann                           | 1887         | Öl auf Leinwand                              | 70 × 50       | Singer Laren |      |
| Krijn Koster an seinem Webstuhl (Krijn Koster aan zijn weefstoel)                                    | Ferdinand Hart Nibbrig                   | um 1893      | Öl auf Leinwand                              | 53,5 × 66,5   | Singer Laren | -    |
| Kinder an einem Zaun (Kinderen bij een hek)                                                          | Arina Hugenholtz                         | undatiert    | Öl auf Leinwand auf Holz aufgezogen          | 36 × 46       | Singer Laren, Schenkung Anna Singer-Brugh 1956                                                                             |      |
| Im Gemüsegarten (In de moestuin)                                                                     | Hein Kever                               | undatiert    | Öl auf Leinwand                              | 61 × 75       | Singer Laren, Schenkung Anna Singer-Brugh 1956                                                                             |      |
| Larener Frau an der Wiege (Jannetje Bus-Koster, geb. 25. Februar 1874) (Larense vrouw bij de wieg)   | Albert Neuhuys                           | vor 1904     | Öl auf Leinwand                              | 61 × 51       | Singer Laren, Schenkung Anna Singer-Brugh 1956                                                                             |      |
| Studie eines Bauernhofes / Bauernhof in Achterbos                                                    | Albert Neuhuys                           | 1890         | Öl auf Leinwand                              | 46 × 56       | Singer Laren | -    |
| Mädchen mit Blume (Meisje met bloem)                                                                 | Albert Neuhuys                           | um 1910      | Öl auf Leinwand auf Holz aufgezogen          | 55 × 40       | Singer Laren, Schenkung Anna Singer-Brugh 1956                                                                             |      |
| Mutter und Kind (Moeder en kind)                                                                     | Evert Pieters                            | undatiert    | Öl auf Leinwand                              | 79 × 93       | Singer Laren, Schenkung Anna Singer-Brugh 1956                                                                             |      |
| Das alte Dorf. Laren im Schnee (Het oude dorp. Laren in de sneeuw)                                   | David Schulman                           | 1929         | Öl auf Leinwand                              | 80 × 116      | Singer Laren | -    |
| Larener Mädchen mit Kornblumen (Larens meisje met korenbloemen)                                      | Jan Veth                                 | 1886         | Öl auf Leinwand                              | 29,5 × 24,5   | Singer Laren |      |
| Die Kneipe des Jan Hamdorff (Het Kroegje van Jan Hamdorff)                                           | Cornelis Vreedenburgh                    | 1921         | Öl auf Leinwand                              | 46 × 65,5     | Singer Laren, Dauerleihgabe der Gemeinde Laren                                                                             |      |
| Niederländische Avantgarde                                                                           |                                          |              |                                              |               | |      |
| Drei Figuren mit Handkarre (Drie figuren met handkar)                                                | Chris Beekman                            | 1917         | Öl auf Leinwand                              | 45,2 × 75,3   | Singer Laren, erworben mit Mitteln der Stichting Vrienden van Singer Laren mit Unterstützung der Vereniging Rembrandt 2003 | -    |
| Drei Figuren mit Handkarre (Drie figuren met handkar)                                                | Else Berg                                | 1917         | Öl auf Leinwand                              | 45,2 × 75,3   | Singer Laren, erworben mit Mitteln der Stichting Vrienden van Singer Laren mit Unterstützung der Vereniging Rembrandt 2003 | -    |
| Mystischer Teich (Mystieke vijver)                                                                   | Else Berg                                | 1916         | Öl auf Leinwand                              | 87,5 × 77,5   | Singer Laren, erworben mit Mitteln der Stichting Vrienden van Singer Laren 1995                                            |      |
| Kirchgänger verlassen die alte St. Janskerk in Laren (Kerkuitgang van de oude St. Janskerk te Laren) | Gijs Bosch Reitz                         | 1893         | Öl auf Leinwand                              | 91 × 136      | Singer Laren, Schenkung Familie Six, 1969                                                                                  |      |
| Der blaue Hut (Het blauwe hoedje)                                                                    | Kees van Dongen                          | 1937         | Öl auf Leinwand                              | 55 × 33       | Singer Laren, Schenkung Anna Singer-Brugh 1956                                                                             | -    |
| Dorfstraße mit Fahrradfahrern in Laren (Dorpsstraat met fietsers in Laren)                           | Herbert Fiedler                          | 1939         | Öl auf Leinwand                              | 50 × 79       | Singer Laren | -    |
| Stillleben mit Blumen (Stilleven met bloemen)                                                        | Leo Gestel                               | 1913         | Öl auf Leinwand                              | 111 × 85      | Singer Laren, Schenkung Sammlung Nardinc                                                                                   |      |
| Die Säerin (De zaaister)                                                                             | Herman Gouwe                             | 1918         | Öl auf Leinwand                              | 135,5 × 106   | Singer Laren, erworben mit Mitteln der Stichting Vrienden van Singer Laren 2004                                            | -    |
| Auf den Dünen in Zandvoort (Op de duinen in Zandvoort)                                               | Ferdinand Hart Nibbrig                   | um 1892      | Öl auf Leinwand                              | 42 × 58       | Singer Laren, Schenkung P. J. Hart Nibbrig 1981                                                                            |      |
| Zoutelande                                                                                           | Ferdinand Hart Nibbrig                   | um 1910–1915 | Öl auf Leinwand                              | 70,5 × 120,5  | Singer Laren, Schenkung P. J. Hart Nibbrig 1985                                                                            |      |
| Heidehügel „De Zijpenberg“ (Heiheuvels „De Zijpenberg“)                                              | Lou Loeber                               | 1921         | Öl auf Leinwand                              | 50,5 × 78,5   | Singer Laren, Schenkung Sammlung Meentwijck 1993                                                                           | -    |
| Kirche in Laren (Kerkje in Laren)                                                                    | Lou Loeber                               | 1925         | Öl auf Papier auf Hartfaserplatte aufgezogen | 48,5 × 40     | Singer Laren, erworben mit Mitteln der Stichting Vrienden van Singer Laren 1991                                            | -    |
| Nebellandschaft (Nevellandschap)                                                                     | Jan Mankes                               | 1915         | Öl auf Leinwand                              | 19,5 × 21     | Singer Laren, Schenkung Annie Mankes-Zernike 1958                                                                          |      |
| Nach dem Kirchgang (Na de kerkgang)                                                                  | Hans van Norden                          | undatiert    | Öl auf Hartfaserplatte                       | 51 × 65,5     | Singer Laren | -    |
| Landschaft in Laren (Landschap te Laren)                                                             | Nico van Rijn                            | undatiert    | Öl auf Pappe auf Spanplatte aufgezogen       | 26 × 51       | Singer Laren | -    |
| Bal Tabarin (Vorstudie)                                                                              | Jan Sluijters                            | 1906         | Öl auf Leinwand                              | 45,7 × 29,8   | Singer Laren | -    |
| Fauvistisches Damenporträt in Rosa (Fauvistisch damesportret in roze)                                | Jan Sluijters                            | um 1910      | Öl auf Leinwand                              | 75,7 × 69,9   | Singer Laren | -    |
| Staphorster Mädchen (Staphorster meisje)                                                             | Jan Sluijters                            | um 1915      | Öl auf Leinwand                              | 78 × 48,5     | Singer Laren, erworben mit Mitteln der Stichting Vrienden van Singer Laren 1998                                            | -    |
| Das Erwachen (Het ontwaken)                                                                          | Jan Sluijters                            | 1913         | Öl auf Leinwand                              | 87,5 × 109,5  | Singer Laren | -    |
| Greet van Cooten mit schwarzem Hut (Greet van Cooten met zwarte hoed)                                | Jan Sluijters                            | 1912         | Öl auf Leinwand                              | 131 × 117,5   | Sammlung Nardinc, Laren | -    |
| De Brink in Laren, Abend (Brink te Laren, avond)                                                     | Gustave de Smet                          | 1916         | Öl auf Leinwand                              | 113 × 133     | Singer Laren |      |
| Abend vor dem Streik (Avond voor de werkstaking)                                                     | Jan Toorop                               | um 1889      | Öl auf Leinwand                              | 65 × 77       | Singer Laren, Leihgabe Sammlung Nardinc                                                                                    |      |
| Landschaft in der Schweiz (Landschap in Zwitserland)                                                 | Jan Wiegers                              | 1925         | Öl auf Leinwand                              | 71 × 101      | Singer Laren, Schenkung Alex de Haas (1896–1973), Kabarett-Historiker und Kleinkünstler, 1996                              | -    |
| Hafen in Polperro (Haven in Polperro)                                                                | Hendrik Jan Wolter                       | um 1910      | Öl auf Leinwand                              | 80 × 85,5     | Singer Laren | -    |
| Liegender Akt (Liggend naakt)                                                                        | Hendrik Jan Wolter                       | 1935–1936    | Öl auf Leinwand                              | 67,5 × 97     | Singer Laren | -    |